# باول رايموند (لاعب هوكي الجليد)
باول رايموند هو لاعب هوكي الجليد كندي، ولد في 27 فبراير 1913، وتوفي في 4 أبريل 1995.

## وصلات خارجية
- باول رايموند على موقع دوري الهوكي الوطني (الإنجليزية)
- باول رايموند على موقع EliteProspects.com (الإنجليزية)
- باول رايموند على موقع HockeyDB.com (الإنجليزية)
- باول رايموند على موقع Hockey-Reference.com (الإنجليزية)